# Pepsi Grand Slam
Il Pepsi Grand Slam è stato un torneo di tennis facente parte del Grand Prix giocato dal 1976 al 1981 a Myrtle Beach e a Boca Raton negli Stati Uniti su campi in terra rossa. Vi partecipavano 4 giocatori.

## Albo d'oro

### Singolare
| Località     | Anno | Vincitore    | Finalista        | Punteggio     |
| ------------ | ---- | ------------ | ---------------- | ------------- |
| Myrtle Beach | 1976 | Ilie Năstase | Manuel Orantes   | 6–4, 6–3      |
| Boca Raton   | 1977 | Björn Borg   | Jimmy Connors    | 6–4, 5–7, 6–3 |
| Boca Raton   | 1978 | Björn Borg   | Jimmy Connors    | 7–6, 3–6, 6–1 |
| Boca Raton   | 1979 | Björn Borg   | Jimmy Connors    | 6–2, 6–3      |
| Boca Raton   | 1980 | Björn Borg   | Vitas Gerulaitis | 6–1, 5–7, 6–1 |
| Boca Raton   | 1981 | John McEnroe | Guillermo Vilas  | 6–7, 6–4, 6–0 |